# Trống Paranưng
Trống Paranưng là một loại nhạc cụ họ màng rung, chi gõ vỗ của người Chăm ở Ninh Thuận, Bình Thuận, Việt Nam.
Theo NSƯT Đàng Năng Đức, trống Paranưng và các nhạc cụ Chăm khác đều do người Chăm Bàlamôn (Ấn Độ giáo) ở vùng Panduranga sáng tạo.

## Đặc điểm
Trống Paranưng chỉ có một mặt bịt bằng da hoẵng hoặc da dê, đường kính khoảng 44–50 cm. Tang trống sử dụng gỗ lim hoặc gỗ cà chỉ liền khối đục rỗng có độ cao chỉ khoảng 9 cm. Mặt trống được cǎng bằng hai đai tròn làm từ một đoạn mây song và một hệ thống dây chằng đan chéo nhau để cǎng mặt trống. Từ giữa tang đến vành phía dưới là những con nêm để cǎng trống khi bị trùng.

## Sử dụng
Trống được sử dụng trong các lễ hội của người Chăm, thường vỗ nhịp đệm cho hát. Trong các lễ hội, trống được hòa âm cùng kèn Xaranai và trống Ghì Nằng . Người đánh trống được gọi là "ông thầy vỗ" do khi diễn tấu trống được đặt trước bụng, vành trống tì vào đùi, dùng các ngón tay vỗ vào mặt trống để tạo ra những âm thanh vang rền, trầm bổng khác nhau chứ không sử dụng dùi trống.
Tùy theo vị trí của mặt trống, tiếng trống thường tạo 3 sắc âm được miêu tả bằng tên: Tìn (âm vang rền), Tin (âm cao hơn âm Tìn) và Tắc (âm ngắt và đục).
- Tìn: Dùng các đầu ngón tay phải khép lại, vỗ vào mặt trống cách vành khoảng 12 cm, rút tay lên ngay tạo âm vang rền.
- Tin (hoặc tâm): Dùng các đầu ngón tay phải mở ra vỗ vào mặt trống cách vành 5–6 cm, rút tay lên ngay tạo âm cao hơn Tìn.
- Tắc: Dùng các đầu ngón tay trái khép lại vỗ vào mặt trống cách vành 5 – 6 cm, nhưng ấn giữ nguyên tạo âm ngắt và đục.[1]

## Paranưng trong âm nhạc
Ca ngợi văn hóa Chăm với chiếc khăn Mat’ra, tiếng ca Atidza và tiếng trống Paranưng, Nhạc sĩ Trần Tiến đã sáng tác bài hát "Tiếng trống Paranưng" với những câu như sau:
Pa ra paranưng, ôi tiếng trống ru lòng tôi
Ru êm ru êm con thuyền
mênh mông bờ sông vắng
Pa ra paranưng, ôi tiếng trống những chàng trai
thương ai thương ai đợi chờ
thoi đưa bóng dừa xa
Tôi yêu tiếng em ca
Tôi yêu paranưng